# Principes (botânica)
Principes foi a designação dada a agrupamento taxonómico de plantas com flores com uma circunscrição taxonómica próxima da ordem Arecales sensu sistema APG. Apesar das regras do código ICBN para nomenclatura botânica permitirem o uso de nomes botânicos descritivos acima do nível taxonómico de família, os principais sistemas de taxonomia botânica preferem o uso do nome Arecales.

## Descrição
Em taxonomia botânica, o agrupamento taxonómico Principes, com o significado de o primeiro, a que geralmente era atribuído o nível de ordem, foi usado no sistema de Engler para designar uma ordem de plantas Monocotyledones. O termo foi mais tarde adoptado, com o mesmo sentido, no sistema Kubitzki. A ordem Principes era monotípica incluindo apenas a família Palmae (nome alternativo das Arecaceae). 
Seguindo esta lógica, Principes era o nome do periódico da International Palm Society, mas o título foi mudado para Palms em 1999.